# Sandgrube am Heidenberg
Die Sandgrube am Heidenberg (Alternativname: Kessel von Schwedelbach) ist ein Naturdenkmal in Schwedelbach, einer Ortsgemeinde im Landkreis Kaiserslautern in Rheinland-Pfalz. Das Feuchtbiotop mit der Naturdenkmal-Nummer ND-7335-274 liegt in einer aufgelassenen Formsandgrube am Heidenberg südlich von Schwedelbach am Ende der Mackenbacher Straße. 
Die Sandgrube ist durch starke Verbuschung gekennzeichnet und von steilen Sandwänden umgeben. Der Biotopkomplex – eine kesselartige Abgrabung – beinhaltet ein etwa 10 Ar großes, artenreiches Kleingewässer und eine fragmentarische, von starker Gehölzsukzession bedrohte Zwergstrauchheide.

## Geschichte
Der hier gewonnene Sand wurde an die örtlichen Gießereien und an eine Backsteinfabrik geliefert und zur Auffüllung eines Moores bei Ramstein verwendet. Anfang der 1970er-Jahre wurde der Sandabbau eingestellt.
Die alte Sandgrube wurde Ende der 1970er-Jahre unter Schutz gestellt, nachdem man dort ein Vorkommen der seltenen Knoblauchkröte entdeckt hatte. Seitdem wurden weitere gefährdete Amphibienarten wie der Nördliche Kammmolch und die Gemeine Geburtshelferkröte sowie zahlreiche Libellenarten gesichtet.
Am Naturdenkmal befinden sich eine kleine Aussichtsplattform und eine Informationstafel.